# Иващенко, Николай Кондратьевич
Николай Кондратьевич Иващенко (12 января 1936, село Преображенка, Постышевский район, Сталинская область, Украинская ССР — 21 июня 2011, село Преображенка, Красноармейский район, Донецкая область, Украинская ССР) — механизатор колхоза имени Горького Красноармейского района Донецкой области, Украинская ССР. Герой Социалистического Труда (1979).

## Биография
Родился в 1936 году в крестьянской семье в селе Преображенка Постышевского района (сегодня — Покровский район). Окончил четыре класса местной сельской школы, затем — вечернюю школу. Трудился трактористом, механизатором в колхозе имени Молотова (с 1959 года — имени Горького) Постышевского района. Член КПСС.
Ежегодно показывал высокие трудовые результаты, собирая на своём комбайне не менее тысяч тонн пшеницы в год. Досрочно выполнил личное социалистическое обязательство Девятой пятилетки (1971—1975), за что был награждён Орденом Ленина. В 1978 году за десять дней страды собрал 260 тонн кукурузы с площади в 60 гектаров. Указом Президиума Верховного Совета СССР от 12 апреля 1979 года удостоен звания Героя Социалистического Труда за «выдающиеся успехи, достигнутые в производстве и продаже государству зерна и других продуктов земледелия в 1978 году, и высокие образцы трудового героизма» с вручением ордена Ленина и золотой медали «Серп и Молот» (№ 19193).
В 1986 году избирался делегатом XXVII съезда КПСС.
После выхода на пенсию проживал в родном селе Преображенка. Умер в июне 2011 года.
Награды
- Герой Социалистического Труда
- Орден Ленина — дважды (14.02.1975; 1979)
- Орден Трудового Красного Знамени (15.12.1972)
- Почётный гражданин Красноармейского района.